# Róbert Ruck
Pour l'écrivain allemand, voir Robert Ruck.
Pour les articles homonymes, voir Ruck (homonymie).
Róbert Ruck est un joueur d'échecs hongrois né le 10 décembre 1977.
Au 1er février 2021, il est le 15e joueur hongrois avec un classement Elo de 2 546 points.

## Biographie et carrière
Róbert Ruck a remporté :
- la médaille d'argent au championnat d'Europe de moins de 16 ans en 1992 à Rimavská Sobota ;
- la médaille d'argent au championnat d'Europe de moins de 18 ans en 1994 à La Canée ;
- la médaille d'argent au championnat du monde de moins de 18 ans en 1994 à Szeged.

Grand maître international en 2000, Ruck remporta le championnat de Hongrie d'échecs en 2002 à Balatonlelle.
Ruck a participé quatre olymiades et à quatre championnats d'Europe par équipe, remportant la médaille d'argent par équipe avec la Hongrie lors de l'Olympiade d'échecs de 2002 (il avait marqué 2,5 points sur 4 en tant qu'échiquier de réserve).
Avec la Hongrie, il remporta la Mitropa Cup en 1995 et 2014, ainsi que deux médailles d'or individuelles (en 2000 et 2005).
Lors du Championnat du monde d'échecs par équipes 2001, la Hongrie finit cinquième et Ruck remporta la médaille de bronze individuelle au troisième échiquier.